# Saurer

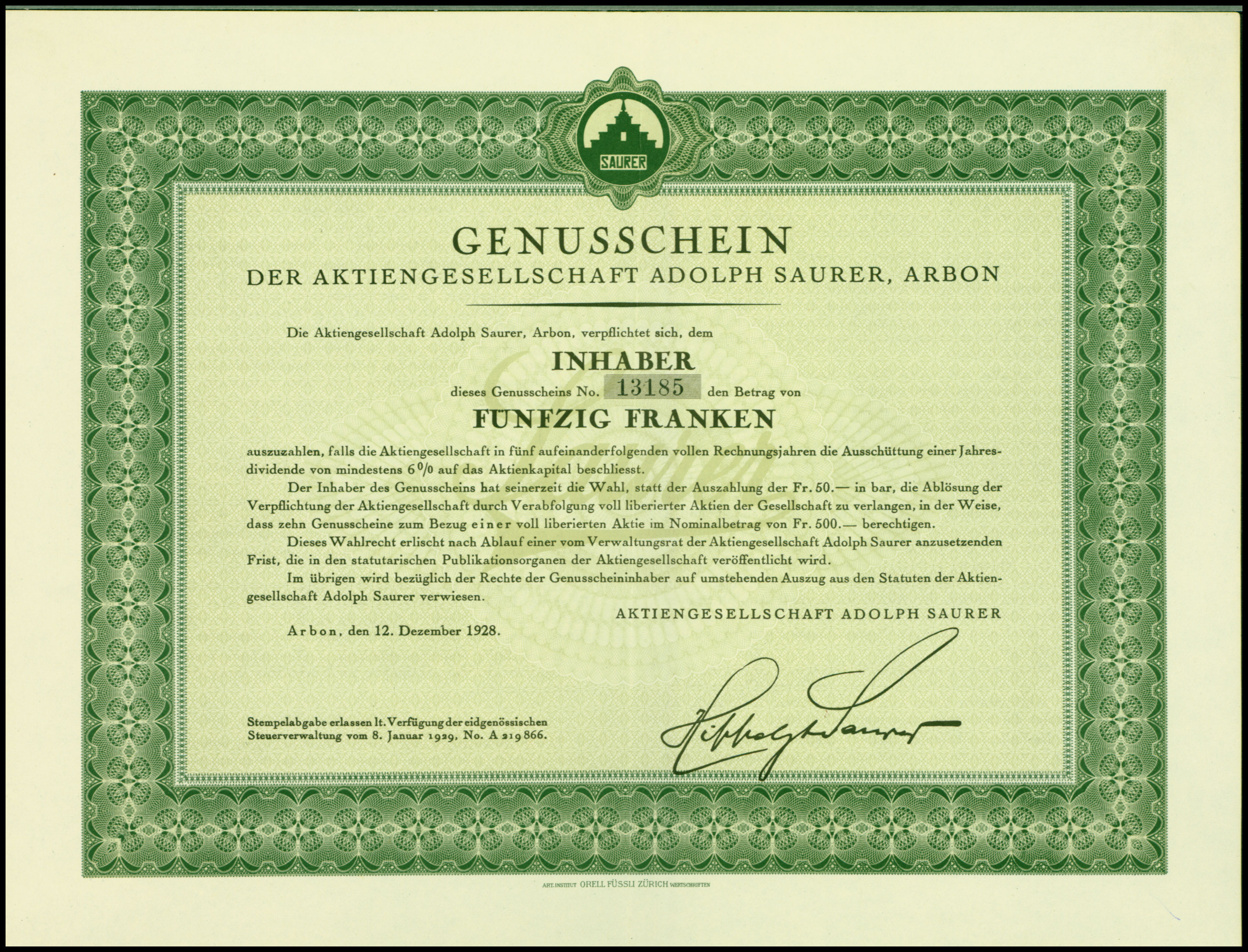
Бонусна акція Adolph Saurer AG, випущена 12. Грудень 1928 року

Adolph Saurer AG відомий як швейцарський виробник вишивальних і текстильних машин, вантажівок і автобусів під торговими марками Saurer і Berna (починаючи з 1929 року). Розміщена в Арбоні, Швейцарія, фірма працювала між 1903 і 1982 роками. Їхні транспортні засоби широко використовувалися в континентальній Європі, особливо в міжвоєнний період .

## Історія

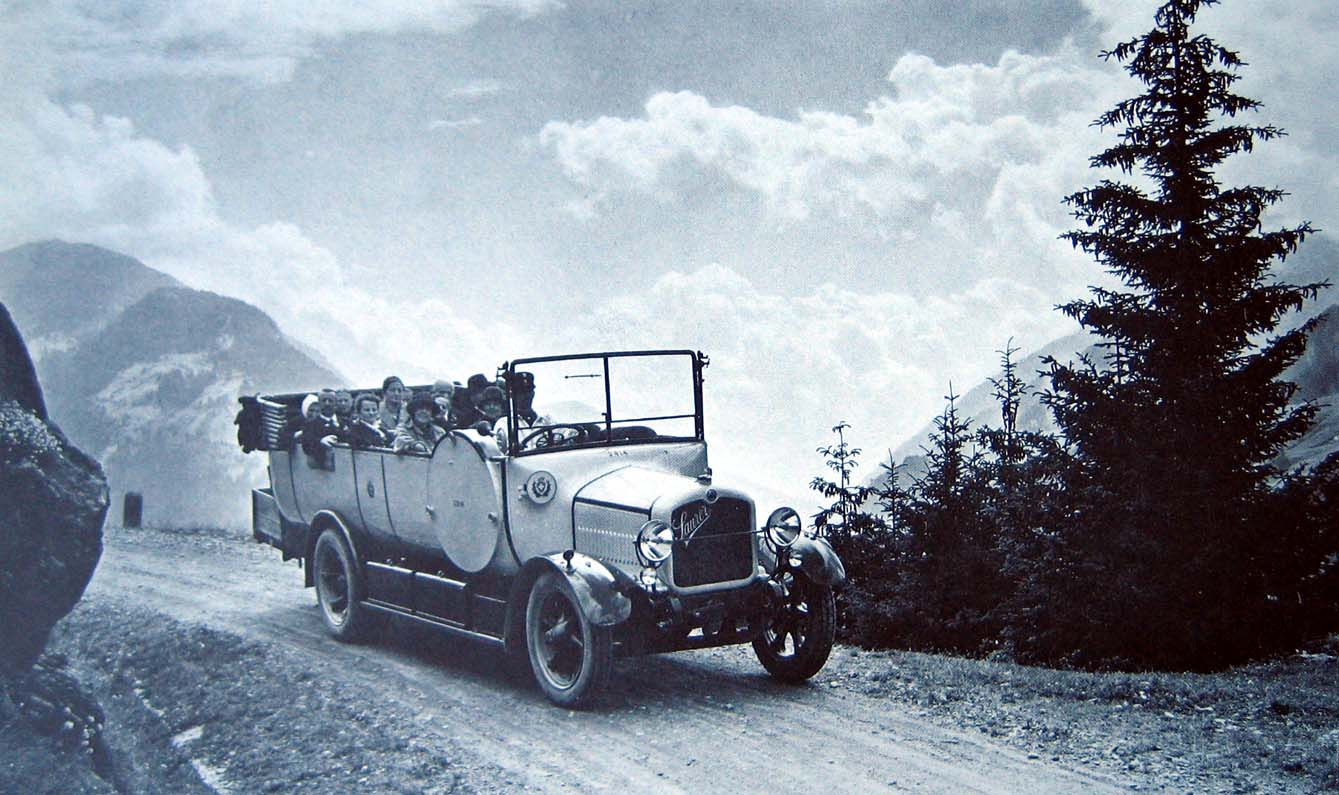
Saurer Car-Alpin 1930 року

У 1853 році Франц Заурер (1806–1882) з Верінгенштадта, Німеччини, створив залізо-ливарний завод побутових виробів поблизу швейцарського міста Санкт-Галлен . Східна Швейцарія була центром розвитку як вишивки, так і вишивальних машин.
Близько 1850 року Франц Ріттмайер створив першу практичну машину для вишивки гладдю. Вона була відома як Handstickmaschine, або ручна машина. Розквіт машин тривав приблизно з 1865 року до кінця століття. Двоє синів Франца Заурера – Антон і Адольф знали про цей винахід, побачили можливість і почали будувати ручні верстати в ливарні свого батька приблизно в 1869 році. До 1873 року F. Saurer & Söhne була лідером серед швейцарських конкурентів за обсягом продаж і загальною кількістю виготовлених машин. До 1883 року виробництво Saurer досягло піку — 796 машин на рік.
Німеччина також була центром розробки вишивки та машин. До 1890-х років німецькі компанії були найбільшою конкуренцією Заурера. Наприкінці 1870-х років був винайдений новий, швидший тип машини. Машина (шпулька) або шиффлі адаптувала замковий стібок із швейної машини. Німецька компанія додала пристрій для зчитування перфокарт Jacquard і таким чином повністю автоматизувала процес. Конкуренція спонукала інженерів Saurer розробити власний жакардовий пристрій для зчитування карток, збільшити швидкість зшивання та ширину машини, тобто загальну кількість голок та пропускну здатність.
Промисловість вишивки пережила багато злетів і падінь через моду, торгівельну політику та світові війни. Saurer перейшов на бензинові та дизельні двигуни, а потім і на вантажівки, щоб зменшити вплив нестабільності.
У 1896 році керівництво компанією очолив старший син Адольф Заурер (1841–1920). Він разом із сином Іполитом (1878–1936) створив підприємство як акціонерне товариство . Іполіт Заурер ініціював виробництво автомобіля з кузовом фаетон, який керується одноциліндровим опозитно-поршневим двигуном .
З 1903 року Saurer зосередив увагу на виробництві комерційних автомобілів, які незадовго завоювали хорошу репутацію. Компанія керувала дочірніми компаніями в Австрії (1906–1959, зрештою перейшла Steyr-Daimler-Puch ), Франції (1910–1956, перейшла у Unic ), Сполученому Королівстві (1927–1931, перейшла Армстронгу Віттворту як Армстронг-Заурер ), а також у Німеччині (1915–1918, перейшла під керівництво MAN ). В Італії виробник Officine Meccaniche (OM) протягом багатьох років був ліцензіатом на двигуни та інші механічні агрегати Saurer, які вони використовували у своїх асортиментах вантажівок і автобусів.
У Сполучених Штатах Америки Saurer Motor Truck Company, очолювана CP Coleman, мала права на виробництво та продаж важких вантажівок під маркою Saurer на своєму заводі в Плейнфілді, штат Нью-Джерсі (який розпочав роботу в листопаді 1911 року). 23 вересня 1911 року компанія Saurer Motor Truck Company об'єдналася з Mack Brothers Motor Car Company з Аллентауна, штат Пенсільванія, на чолі з Дж. М. Маком, щоб створити Міжнародну компанію вантажних автомобілів (IMTC).
Вантажівки Saurer були створені у чотирьох основних діапазонах:
- Тип А (1918)
- Тип B (1926)
- Тип C (1934)
- Тип D (1959)

Саме B-type завоював міжнародну репутацію Saurer як виробника довговічних вантажівок.
У 1929 році Saurer викупив свого швейцарського конкурента, Motorwagenfabrik Berna AG з Ольтена, але назву Berna було дозволено продовжувати.
З 1932 року тролейбуси були дуже значущим сегментом виробництва Saurer. Як правило, тролейбуси Saurer або Berna мали електричне обладнання Brown, Boveri &amp; Cie або Société Anonyme des Ateliers de Sécheron (SAAS) та кузови Carrosserie Hess.
Під час Другої світової війни модернізований тип BT 4500 і вантажівки Saurer потужністю 5 BHw використовувалися для отруєння газом людей у нацистському таборі смерті Хелмно. Винищувачі були пристосовані, коли їх відправляли на ремонт, щоб перевозити оптимальну кількість людей, яких можна було вбити газом за час, який потрібен був, щоб відвезти їх із Хелмно до лісу, де їх утилізували в печах.
У 1951 році Saurer та його італійський ліцензіат OM досягли угоди, згідно з якою Saurer продавав у Швейцарії легкі та середньовагові вантажівки та автобуси OM, використовуючи значки Saurer-OM та Berna-OM.

## Авіаційні двигуни

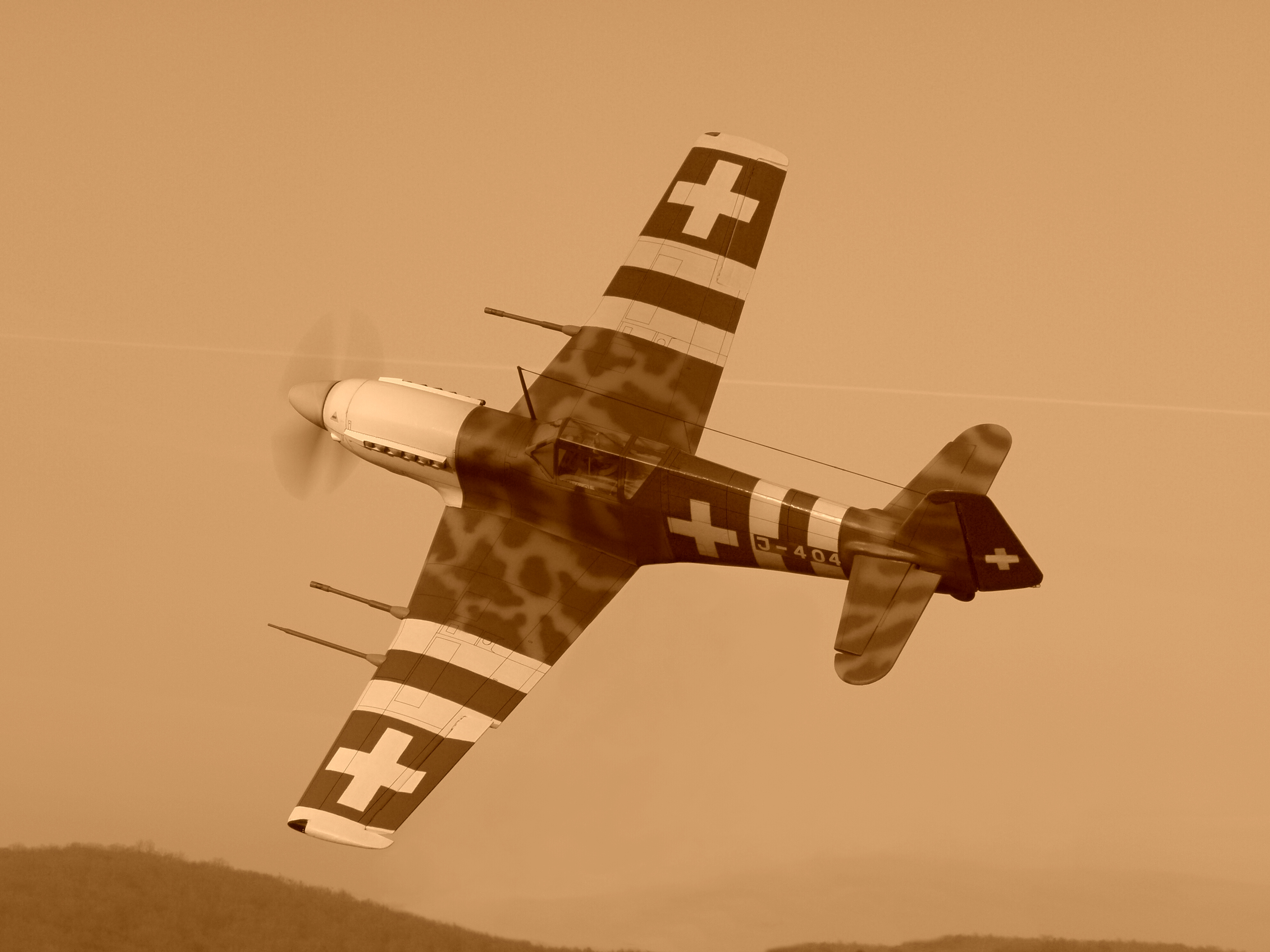
Doflug D-3802A з двигуном Saurer YS-2.

Компанія Saurer розпочала виробництво авіаційних двигунів у 1917 році. Вони також почали створювати власні проекти та побудували два прототипи V12 у 1918 році.
Серія FLB, розроблена з 1930-х до 1940-х років, була заснована на принципах Junkers Jumo 205 . Як і Jumo, це були двотактні дизелі з двома колінчастими валами і двома поршнями в камері згоряння. Однак циліндри були зігнуті у формі V, що дозволило їм подвоюватися на кожному колінчастому валу, щоб створити компактне алмазне розташування. Розробка також могла працювати на бензині, все ще з уприскуванням палива. Невеликий тестовий двигун працював в обох режимах. FLB 1000 мав три ряди, що давали потужність 1000 к.с.
Проект FLB був зупинений, щоб звільнити місце для термінової потреби створити Hispano-Suiza 12Y-51 V-12, звичайний чотиритактний бензиновий двигун, який не був доступний. Saurer розробив його як YS-2, який надійшов у обмежене виробництво.

## NAW
Скорочення продажів на початку 1980-х призвело до того, що два провідні швейцарські виробники вантажівок, Saurer і FBW (Franz Brozincevic & Cie of Wetzikon, Швейцарія), утворили спільну організацію під назвою Nutzfahrzeuggesellschaft Arbon & Wetzikon, продовживши виробництво мотоциклів і тролейбусів під брендом NAW. Остання вантажівка під маркою Saurer, продана на відкритому ринку, була доставлена в 1983 році.
У 1982 Daimler-Benz придбав основний пакет акцій NAW і невдовзі отримав повний контроль, а за короткий час відмовився від брендів Saurer, Berna і FBW, використовуючи приміщення NAW для складання важких версій вантажівок Mercedes-Benz. Зрештою NAW на початку 2003 року закрили.
Останнім об'єктом автомобільної діяльності Saurer в Арбоні є нинішній FPT Industrial Sp Дослідницький центр двигунів A., який до 1990 року був центром досліджень і розробок Saurer Motorenforschung.

## Текстильні та автомобільні допоміжні продукти
У 1995 році Ернст Томке, відомий швейцарський менеджер, взяв на себе керівництво Saurer AG в Арбоні як голова правління. Щоб реконструювати цей конгломерат, він раніше відмовився від свого основного акціонера: BB Industrie Holding AG (22%). Попередній основний акціонер, Тіто Теттаманті, конгломерату, заснованого в 1853 році, що спеціалізується на текстильному обладнанні та «технологіях двигуна», викупив головного конкурента в кожній галузі, Schlafhorst.
Томке керував Saurer AG до 1996 року, коли він пішов у відставку до керівництва ради до 1999 року. У свої роки він пропагував прозорість на всіх рівнях, гнучкий графік роботи, оптимізував виробництво та вдосконалював системи обліку. У 1996 році група Saurer AG повернулася до фінансових результатів з прибутками.

## Oerlikon Textile
З 2007 року конгломерат Saurer AG, який в цей час досяг світового лідерства в галузі текстильного обладнання,  був інтегрований в Oerlikon Corporation .
Oerlikon-Saurer Textile — виробник машин для прядіння, текстурування, скручування та вишивки.

### Ерлікон-Заурер"Graziano Trasmissioni"
Також з 2007 року залишилася автоматична частина Saurer AG, "Graziano Trasmissioni", виробник передач, груп передач і комплектних систем трансмісії для сільськогосподарських, землерийних і спеціальних транспортних засобів, а також для повнопривідних легкових автомобілів і розкішних спортивних автомобілів, була об'єднана в корпорацію Oerlikon.

## Автобуси Saurer
- Saurer AD
- Saurer L4C
- Saurer S4C
- Saurer 4H
- Saurer 3DUK-50
- Тролейбус Saurer 411LM
- Тролейбус Saurer 415
- Тролейбус Saurer GT560/640-25

## Військові машини Saurer
- - Saurer MH4[en]
  - Saurer M6[en]
  - Nahkampfkanone 1[en]
  - Nahkampfkanone 2[en]
  - Saurer 2DM
  - Saurer 10DM[en]
  - Saurer Tartaruga[en]

### Saurer F006

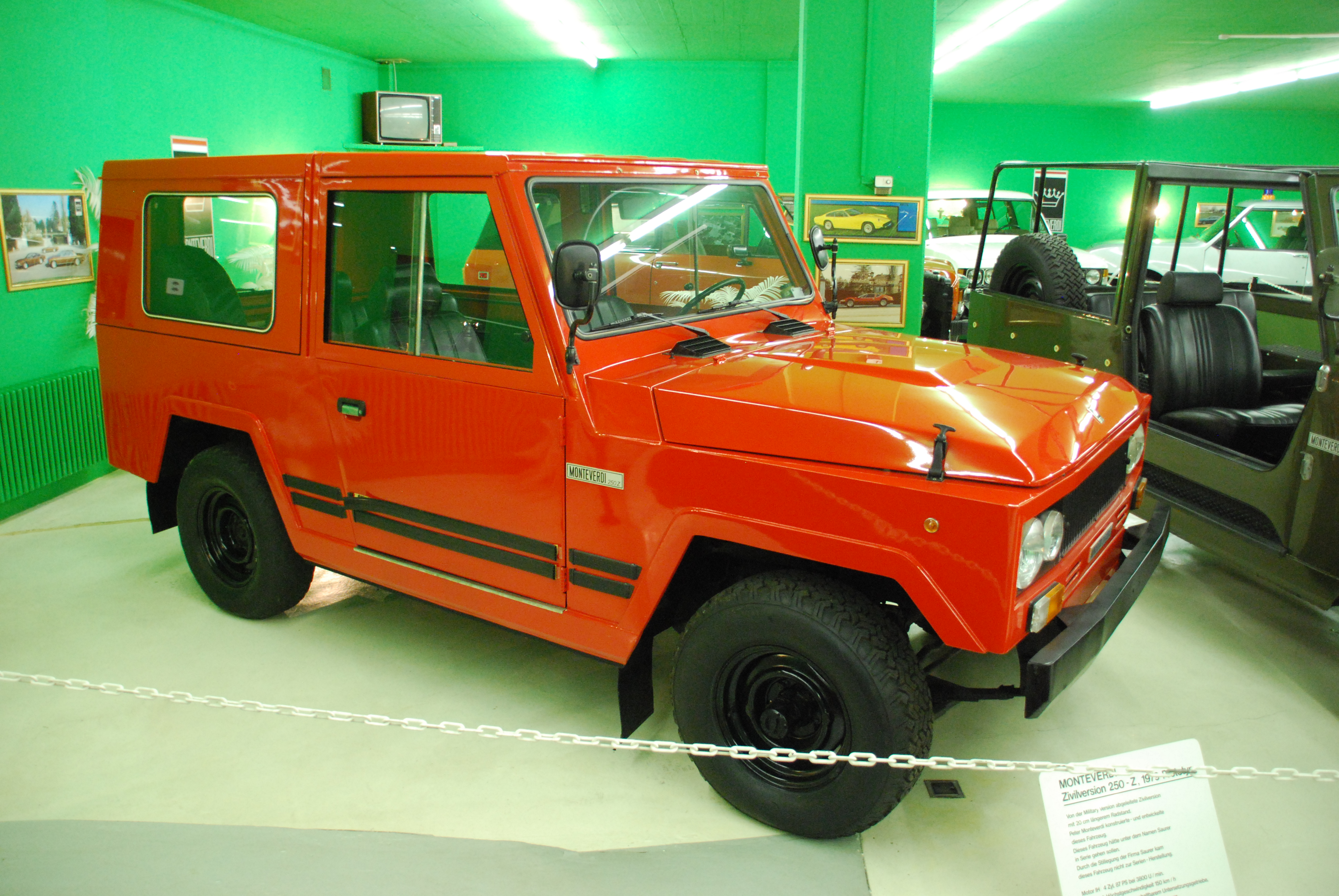
Прототип від Монтеверді з цивільною версією, Saurer виготовив 12 досерійних військових версій їх

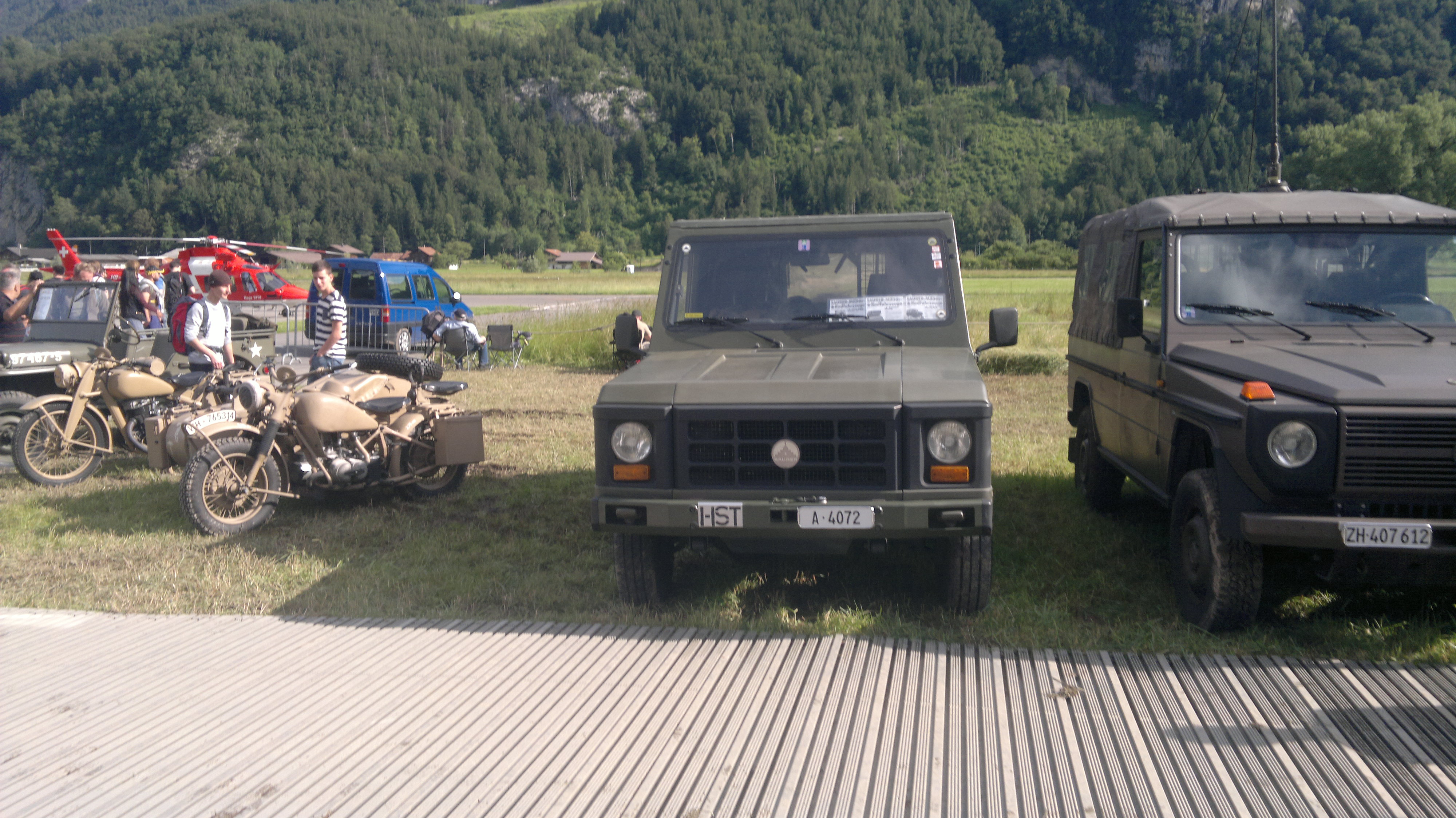
Saurer F006

Saurer F006 (також відомий як Saurer 288) і F007, крім вантажівок підвищеної прохідності швейцарської армії, відомих як (6-тонний) Saurer 6DM і (10-тонний) Saurer 10DM, останні конструкції транспортних засобів компанії. Наприкінці 1970-х років дизайн F006 від Saurer в Арбоні, Швейцарія, був призначений як наступник Jeep для швейцарської армії. Крім того, була надія, що транспортний засіб також буде придбано пожежними підрозділами, а також стане робочим транспортним засобом для громадських структур, таких як експлуатація доріг, лісники, електро та водопостачання тощо. Продаж приватним користувачам (наприклад, Mercedes G) не розглядався, але це було б передбачено. Причина полягала в тому, що компанія Monteverdi, виробник автомобілів класу люкс, показала в Женевському автосалоні 1979 року цивільну версію військового автомобіля Saurer F006, який вони назвали 260Z. Це був 230-й за зразком Військового. 260Z не випускався, проте вони створили три прототипи, які знаходяться в музеї Монтеверді в Біннінгені . Хоча Монтеверді не використовував шасі Saurer, вони випустили дві версії розкішного позашляховика під назвою Safari/Sahara на основі автомобіля International Harvester Scout, що підтверджує ідею, що якби F006 був у виробництві, з’явилася б цивільна версія.
Технологія: Саме Saurer F006 перетворили на легковий позашляховий автомобіль з повним приводом. Концепт був взятий на озброєння автовиробником Monteverdi, вдосконалений інженерною компанією Berna з Ольтена, Швейцарія. Saurer взяв на себе відповідальність за виробництво. Осі від IHC Scout (Jeep I scout від International Harvester). Автомобіль мав пластиковий кузов з поліестеру. В якості силової трансмісії використовувався 6-циліндровий бензиновий двигун від Volvo з автоматичною коробкою передач. Максимальна швидкість була 100 км/год. Загальний стиль відрізняється від автомобіля спільного підприємства Mercedes G і Puch 230GE з передніми поворотниками, встановленими традиційно на передній частині автомобіля (а не на капоті). Обладнання, встановлене в габаритних вогнях переднього бампера, можна включити, натиснувши перемикач «Tarnlicht» (багатоцільовий військовий перемикач для затемнення світла).
У 1980 році Saurer представив F006, а в 1982 році він проходив випробування Військово-технічним відділом швейцарської армії, який позитивно оцінив його бездоріжжя. Неможливість забезпечити замовлення на виробництво в армії означало, що виробництво автомобіля для інших потенційних користувачів було фінансово невигідним. У підсумку було побудовано лише 24 прототипи, один з яких залишався на озброєнні до 1988 року, а згодом був переданий клубу олдтаймерів Saurer;
Saurer F007: Одночасно з Saurer F006, Saurer F007 був представлений у 1980 році як високопрохідний бездоріжник Pinzgauer з подібними версіями, доступними для громадськості. У F007 використовується те саме шасі та той же приводний блок, що й у F006, однак, на відміну від F006, у нього немає кабіни за двигуном, а натомість моторний відсік розташований всередині (як у багатьох фургонів). На відміну від F006, F007 має три щітки склоочисника замість двох, чотири фари замість двох, а передні габаритні вогні та поворотники розміщені в одному корпусі фар. Заливна горловина бензобака знаходиться з лівого боку відразу за дверима водія, а не як у F006 з правого боку між заднім і переднім колесом. Автомобіль має фіксовану кабіну, яка відкрита ззаду. Вантажний, пасажирський простір закритий поліетиленовою плівкою, у тому числі по два пластикові вікна з кожного боку. Знову ж таки, це було створено на концепції моделі 260 F з кабіною над кабіною від Монтеверді. Для закупівлі швейцарської армії, починаючи з 1982 року.